# Réserve écologique du Bog-à-Lanières
La réserve écologique du Bog-à-Lanières est une aire protégée du Québec et l'une des 70 réserves écologiques de cette province.  La réserve écologique vise à assurer la protection de tourbières ombrotrophes de la région des Laurentides.  Il s'agit aussi de l'un des rares bog à lanières du Québec.

## Toponymie
Le nom de la réserve provient du nom scientifique de la tourbière ombrotrophe, un type de tourbière alimenté seulement par les précipitations ou la nappe phréatique

## Géographie
La réserve est située à Lac-Édouard, à une soixantaine de kilomètres à l'est de La Tuque.